# Mutual (Oklahoma)
Mutual – miasto w Stanach Zjednoczonych, w stanie Oklahoma, hrabstwie Woodward.